# Gerlachovský štít
El Gerlachovský štít és el pic més alt dels Tatra, prop del Parc Nacional dels Tatra, a Eslovàquia (regió de Prešov). És la muntanya més alta al llarg dels 1.500 km de llargària dels Carpats i també de la part nord i est d'Europa Central.
L'altitud d'aquest pic se sol calcular en els 2.655 msnm, tot i que la seva elevació real és d'uns 60 centímetres menys. La forma piramidal del massís està governada per un enorme circ. Malgrat la seva alçada relativament baixa comparada amb altres muntanyes del món, la seva prominència de més de 2.000 metres fa que el cim sembli encara més elevat.
El Gerlachovský štít comparteix característiques geològiques i ecològiques amb la resta dels Alts Tatra, però té un ambient que és apreciat pels biòlegs per ésser la zona més alta a tot Europa al nord del paral·lel 50, aproximadament.

## Climatologia
|                                                         | Ge  | Fe  | Ma | Ab | Mg | Jn | Jl | Ag | Se | Oc | No | De |
| ------------------------------------------------------- | --- | --- | -- | -- | -- | -- | -- | -- | -- | -- | -- | -- |
| Temperatura de l'aire (14.00-15.00 aprox., Celsius)     | -11 | -11 | -8 | -5 | 0  | 3  | 5  | 5  | 2  | -1 | -6 | -9 |
| Temperatura de l'aire (14.00-15.00 aprox., Fahrenheit)  | 12  | 12  | 17 | 23 | 32 | 37 | 41 | 41 | 36 | 10 | 21 | 16 |
| Precipitacions (centímetres)                            | 12  | 12  | 10 | 13 | 12 | 19 | 19 | 14 | 9  | 9  | 13 | 15 |
| Dies amb tempestes i electricitat                       | 0   | 0   | 0  | 2  | 5  | 9  | 9  | 6  | 2  | 0  | 0  | 0  |
| Dies amb el cim ocult més de 10 minuts.                 | 21  | 20  | 22 | 23 | 26 | 25 | 26 | 24 | 21 | 19 | 21 | 21 |
| Dies amb gebre                                          | 19  | 15  | 16 | 16 | 13 | 5  | 4  | 5  | 10 | 11 | 17 | 19 |
| Dies amb nevades                                        | 19  | 16  | 18 | 19 | 16 | 9  | 5  | 4  | 6  | 11 | 17 | 19 |
| Dies amb més d' 1 cm de neu                             | 31  | 28  | 31 | 30 | 24 | 8  | 4  | 3  | 6  | 15 | 28 | 31 |
| Dies amb visibilitat (més de 20 km, 14.00-15.00 aprox.) | 15  | 12  | 12 | 7  | 3  | 3  | 4  | 5  | 8  | 17 | 15 | 15 |